# Colin White (Eishockeyspieler, 1977)
John Colin White (* 12. Dezember 1977 in New Glasgow, Nova Scotia) ist ein ehemaliger kanadischer Eishockeyspieler, der im Verlauf seiner aktiven Karriere zwischen 1994 und 2012 unter anderem 911 Spiele für die New Jersey Devils und San Jose Sharks in der National Hockey League auf der Position des Verteidigers bestritten hat. Die größten Erfolge im Verlauf seiner Karriere waren der Gewinn des Stanley Cups mit den New Jersey Devils in den Jahren 2000 und 2003.

## Karriere
Colin White begann seine Karriere als Eishockeyspieler in der Ligue de hockey junior majeur du Québec, in der er von 1994 bis 1997 für die Titan Collège Français de Laval und Olympiques de Hull aktiv war. Während dieser Zeit wurde er im NHL Entry Draft 1996 in der zweiten Runde als insgesamt 49. Spieler von den New Jersey Devils ausgewählt. Zunächst spielte der Verteidiger von 1997 bis 1999 zwei Jahre lang ausschließlich für das Farmteam der Devils, die Albany River Rats aus der American Hockey League. Bereits in seiner Rookiesaison gewann White mit den New Jersey Devils im Jahr 2000 den Stanley Cup. Diesen Sieg konnte er im Jahr 2003 mit der Mannschaft wiederholen.
Die Devils setzten ihn Anfang August 2011 gemeinsam mit Trent Hunter auf die Waiverliste und bezahlten seinen Vertrag aus. Dadurch wurde White als Unrestricted Free Agent verfügbar. Am 3. August 2011 unterzeichnete er einen Kontrakt für ein Jahr im Wert von einer Million US-Dollar bei den San Jose Sharks. Dort absolvierte der Abwehrspieler in der Saison 2011/12 seine letzte Profisaison, bevor er im Alter von 34 Jahren die Beendigung seiner Laufbahn als Aktiver verkündete.

## Erfolge und Auszeichnungen
| - 1995 Coupe-du-Président-Gewinn mit den Olympiques de Hull - 1996 LHJMQ All-Rookie Team - 1997 Coupe-du-Président-Gewinn mit den Olympiques de Hull - 1997 Memorial-Cup-Gewinn mit den Olympiques de Hull | - 2000 Stanley-Cup-Gewinn mit den New Jersey Devils - 2001 NHL All-Rookie Team - 2003 Stanley-Cup-Gewinn mit den New Jersey Devils |

## Karrierestatistik
(Legende zur Spielerstatistik: Sp oder GP = absolvierte Spiele; T oder G = erzielte Tore; V oder A = erzielte Assists; Pkt oder Pts = erzielte Scorerpunkte; SM oder PIM = erhaltene Strafminuten; +/− = Plus/Minus-Bilanz; PP = erzielte Überzahltore; SH = erzielte Unterzahltore; GW = erzielte Siegtore; 1 Play-downs/Relegation; Kursiv: Statistik nicht vollständig)